# Sierra de Huelva
La Sierra de Huelva est une comarque située dans la province andalouse de Huelva.
Elle comprend vingt-neuf communes : Alájar, Almonaster la Real, Aracena, Aroche, Arroyomolinos de León, Cala, Cañaveral de León, Castaño del Robledo, Corteconcepción, Cortegana, Cortelazor, Cumbres de Enmedio, Cumbres de San Bartolomé, Cumbres Mayores, Encinasola, Fuenteheridos, Galaroza, Higuera de la Sierra, Hinojales, Jabugo, La Nava, Linares de la Sierra, Los Marines, Puerto Moral, Rosal de la Frontera, Santa Ana la Real, Santa Olalla del Cala, Valdelarco et Zufre.
La comarque occupe l'extrémité occidentale de la Sierra Morena. Elle borde au nord l'Estrémadure, à l'est la province de Séville, le Portugal à l'ouest et au sud les comarques de la Cuenca Minera et de El Andévalo. Le Parc naturel de la Sierra de Aracena et des pics de Aroche s'étend sur toute sa partie occidentale.
La comarque s'enorgueillit de posséder une des très rares mosquées de l'époque des Omeyyades de Cordoue subsistant en Espagne, la Mosquée d'Al-Munastyr à Almonaster la Real.